# Phrynopus brunneus
Phrynopus brunneus là một loài ếch thuộc họ Leptodactylidae.
Loài này có ở Colombia và Ecuador.
Môi trường sống tự nhiên của chúng là đồng cỏ nhiệt đới hoặc cận nhiệt đới vùng đất cao.
Chúng hiện đang bị đe dọa vì mất môi trường sống.